# Вербівський парк
Вербівський парк — ботанічна пам'ятка природи місцевого значення. Оголошений відповідно до рішення 25 сесії Вінницької обласної ради 5 скликання від 12.10.2009 р. № 903. 

## Місцезнаходження
Розташований у центральній частині с. Вербівка Оратівської селищної громади Вінницької області в долині річки Роська. Його площа становить 5,3 га.

## Опис
Охороняється парк, в основі якого грабово-ясенево-дубовий ліс. Тут зростають ялини, плакучі верби, каштани та берези. Цінна флора представлена липою кам'яною, бархатом амурським, різновидами спіреї та рядом інших рослин. У трав'яному покриві домінує зірочник ланцетолистий, рідше зустрічається яглиця звичайна. Всього понад 60 видів і форм деревних порід.
За геоботанічним районуванням України (1974 р.) територія належить до Хмільницько-Погребищенського району, Північної підпровінції, Правобережної провінції лісостепової зони.
За фізико-географічним районуванням територія ботанічні пам'ятки природи місцевого значення "Вербівський парк" входить до області Північної лісостепової Придніпровської височини, Самгородок-Оратівського району,
Південно західної Східноєвропейської рівнини.
За геоморфологічним районуванням, територія належить до Західнопридніпровської денудаційної височини Придніпровсько-Приазовської височини. Для цієї території характерна хвиляста рівнина з дубово-грабовими
лісами переважно на світло-сірих опідзолених ґрунтах. В геологічному 1 відношенні заказник приурочений до фундаменту Українського кристалічного щита, області архейської складчастості та ранньопротерозейської складчастості.
Для цієї території характерні височинні сильно еродовані рівнини з переважанням схилових земель та фрагментами лісів з дубу скельного та грабу на опідзолених та чорноземних змитих ґрунтах, тобто з геоморфологічної точки зору
описувана територія являє собою денудаційну та структурно- денудаційну рівнину.
В геологічному відношенні територія відноситься до фундаменту Українського кристалічного щита, що представлений ранньопротерозойськими складчастостями: вапняки, піски, глини. Осадкові відклади, що перекривають кристалічний фундамент приурочені до неогенової системи і складені сіро-зеленими місцями жовтими глинами. Ґрунтовий покрив характеризується легкоглинистими та сірими опідзоленими ґрунтами.
Територія ботанічної пам'ятки природи знаходиться в межах рівнинної атлантико-континентальної області помірного кліматичного поясу. Клімат території помірно континентальний. Для нього є характерним тривале нежарке
літо,її порівняно недовга, м’яка зима. Середня температура січня становить - 6°С, а липня становить + 19°С. Річна кількість опадів становить від 525 до 600 мм.